# Satavastres
Satavastres war ein indo-parthischer König, der um 65 n. Chr. regierte.
Satavastres ist nur von einer kleinen Anzahl von Münzen bekannt. Es handelt sich um Silberdrachmen, die auf einer Seite den König mit einer Tiara und auf der anderen Seite eine Nike und eine Inschrift in Kharoshti, tragen. Seine Münzen sind in Sindh geprägt worden, was offensichtlich seinen Herrschaftsbereich entspricht. Gefunden wurden sie allerdings alle in Taxila. Seine Münzen sind von dem Westlichen Sakenherrscher (Kshatrapa) Nahapana überprägt worden und Satavastres hat dessen Münzen überprägt. Beide Herrscher regierten also ungefähr gleichzeitig, wobei die Datierung Nahapanas unsicher ist.